# セーディロ
セーディロ（イタリア語: Sedilo）は、イタリア共和国サルデーニャ自治州オリスターノ県にある、人口約2100人の基礎自治体（コムーネ）。

## 地理

### 位置・広がり

#### 隣接コムーネ
隣接するコムーネは以下の通り。（NU）はヌーオロ県所属を示す。
- アイドマッジョーレ
- ビドニ
- ドゥアルキ（NU）
- ギラルツァ
- ノラグーグメ（NU）
- オルツァーイ（NU）
- オッターナ（NU）
- ソッラディーレ